# Goluchow-Maler

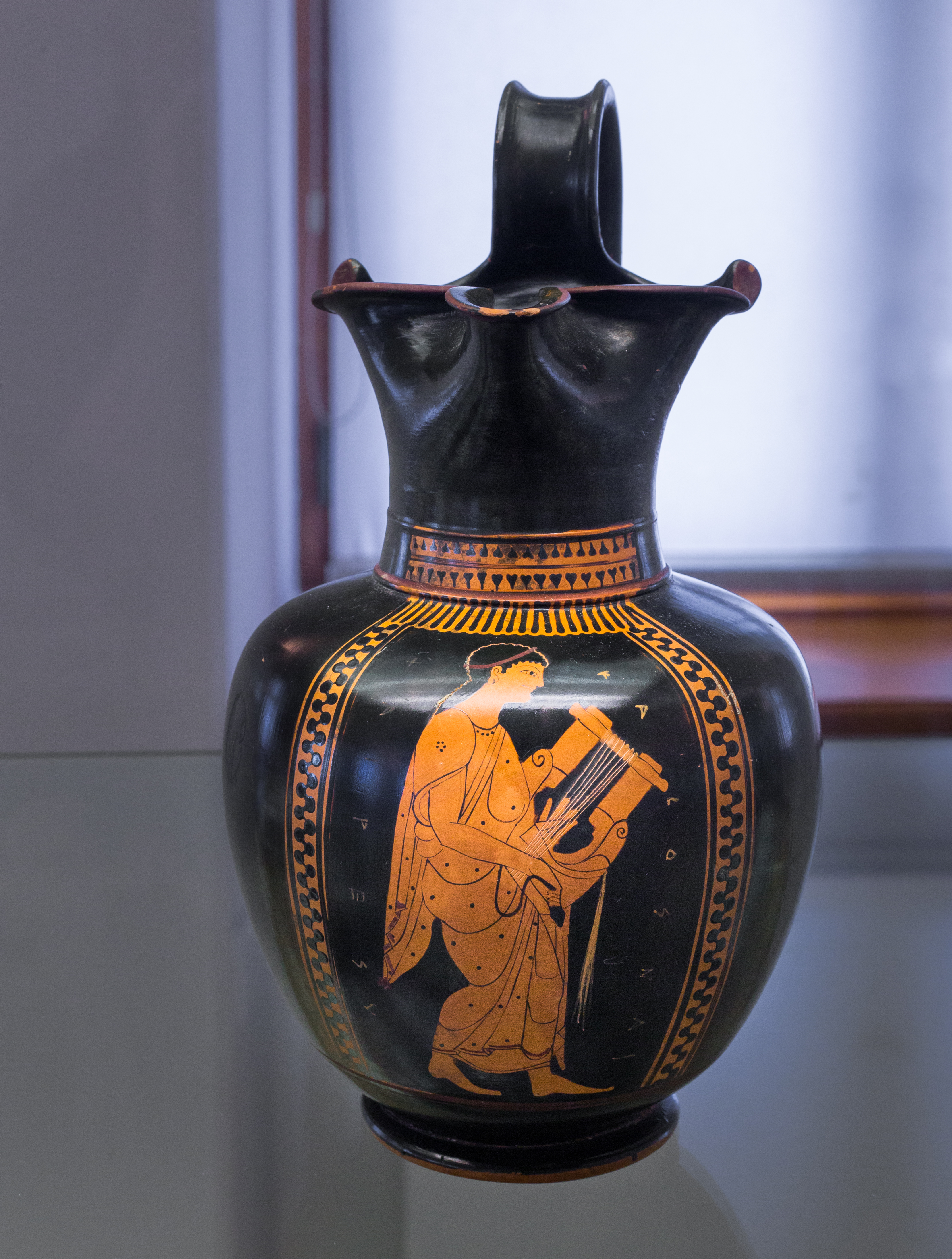
Oinochoe der Form 2 mit der Darstellung eines Kitharöden in den Staatlichen Antikensammlungen in München (J 1324); um 520 v. Chr., gefunden in Vulci

Der Goluchow-Maler war ein griechischer Vasenmaler, der Ende des 6. Jahrhunderts v. Chr. in Athen tätig war.
Der Goluchow-Maler war ein Vertreter der „Pioniergruppe“ der rotfigurigen Vasenmalerei, ist aber möglicherweise noch früher anzusetzen und der Erfindergeneration des Stils um den Andokides-Maler, Psiax und Paseas zuzurechnen. Er bemalte seine Vasen zwar im neuen Stil, aber noch in der Art der schwarzfigurigen Vasenmalerei, weshalb seine Werke als eher „primitiv“ bewertet werden. Es wird vermutet, dass der Goluchow-Maler ursprünglich ein Vertreter des schwarzfigurigen Stils war, wobei ihm keine Vasen in diesem Stil zugeschrieben werden können. Er gehört damit zu vergleichsweise wenigen Vasenmalern, von denen Werke in beiden Hauptstilen bekannt sind. Der Maler, der selbst nicht signierte und deshalb mit einem Notnamen versehen wurde, war dennoch sehr schreibfreudig. Für seine Beischriften verwendete er zwei verschiedene Formen des griechischen Alphabets, das attische wie auch das auf den Kykladen gebräuchliche ionische. Deshalb vermuten einige Forscher, der Goluchow-Maler könnte ein nach Athen zugewanderter Keramiker sein. Die Beteiligung auswärtiger Handwerker an der attischen Keramikproduktion ist sehr wahrscheinlich, zudem sind zu dieser Zeit etwa in der Bildhauerei und Architektur ionische Handwerker in Athen in größerer Zahl nachgewiesen. Andererseits ist die Entwicklung des rotfigurigen Stil genuin attisch. 
Der Goluchow-Maler verzierte zwar nach deren Aufkommen Vasen im rotfigurigen Stil, blieb jedoch immer ein schwarzfiguriger Vasenmaler, der es, obwohl er von den rotfigurigen Pionieren verschiedene Elemente der anatomischen Darstellung und der Posen übernahm, nie zu einer echten Meisterschaft brachte. Bei den schwarzfigurigen Vasen gilt er als erster Spezialist für Panathenäische Preisamphoren. Zwei der von ihm dekorierten Hydrien sind vom Töpfer Pamphaios signiert. Ein Teil der von ihm verzierten Oinochoen gehören zur Briachos-Klasse, andere zur Klasse von Vatikan G 47. Einige Forscher, wie etwa Martin Robertson, vertreten die Meinung, er sei mit dem schwarzfigurigen Vasenmaler Euphiletos identisch.
Seinen Notnamen erhielt er nach zwei Oinochoen, die sich heute im Nationalmuseum Warschau befinden (Inv. 14263 und 142308), zuvor in der Sammlung Czartoryski auf Schloss Gołuchów.